# Mario Stanić
Mario Stanić (* 10. April 1972 in Sarajevo, SFR Jugoslawien) ist ein ehemaliger kroatischer Fußballspieler.

## Leben und Karriere

### Verein
Der Mittelfeldspieler begann seine Karriere bei FK Željezničar Sarajevo 1988. Stanić wurde als einer der größten jugoslawischen Talente zu dieser Zeit angesehen. 1992, als der Bosnienkrieg begann, wechselte er zu Dinamo Zagreb, wo er nur ein Jahr spielte. Die erste Station außerhalb des ehemaligen Jugoslawiens war Sporting Gijón in Spanien für ein Jahr. Dann kam ein weiteres Jahr bei Benfica Lissabon in Portugal, zwei Jahre beim FC Brügge in Belgien, drei Jahre beim AC Parma in Italien und vier Jahre beim FC Chelsea in England hinzu. Stanić spielte also in sieben verschiedenen europäischen Ländern.
Seine größten Erfolge auf Klubebene waren ein Mal kroatischer Meister mit Dinamo Zagreb 1993, ein Mal belgischer Meister, Pokalsieger und Supercupsieger mit dem FC Brügge (alle 1996), ein Mal UEFA-Pokal-Sieger (1999) mit dem AC Parma sowie ein Mal den italienischen Pokal und Supercup mit diesem Klub (beide 1999).
2004 beendete er seine Karriere aufgrund anhaltender Knieprobleme.

### Nationalmannschaft
International spielte Mario Stanić im Oktober 1991 zweimal für die Jugoslawische Fußballnationalmannschaft. Für Kroatien durfte er 49 Mal ran und erzielte dabei sieben Tore. Sein Debüt für Kroatien gab Stanić am 3. September 1995 gegen Estland. Der Mittelfeldspieler nahm an der Fußball-Europameisterschaft 1996 in England teil (drei Einsätze), bei der Fußball-Weltmeisterschaft 1998 in Frankreich (sieben Einsätze), wo Kroatien die Bronzemedaille holte und bei der Fußball-Weltmeisterschaft 2002 in Japan und Südkorea (zwei Einsätze).
Stanić schoss auch das allererste Tor einer kroatischen Mannschaft bei einer Weltmeisterschaft, als er das 1:0 beim 3:1-Erfolg gegen Jamaika erzielte. Das letzte Spiel für sein Heimatland machte der Kroate am 30. April 2003 bei einem Freundschaftsspiel gegen Schweden.

### Erfolge
- 1 × kroatischer Meister mit Dinamo Zagreb (1993)
- 1 × belgischer Meister mit dem FC Brügge (1996)
- 1 × belgischer Pokalsieger mit dem FC Brügge (1996)
- 1 × belgischer Supercupsieger mit dem FC Brügge (1996)
- 1 × UEFA-Cup-Sieger mit dem AC Parma (1999)
- 1 × italienischer Pokalsieger mit dem AC Parma (1999)
- 1 × italienischer Supercupsieger mit dem AC Parma (1999)
- Teilnahme an der Fußball-EM 1996 in England mit Kroatien (drei Einsätze)
- Teilnahme an der Fußball-WM 1998 in Frankreich mit Kroatien (sieben Einsätze / dritter Platz)
- Teilnahme an der Fußball-WM 2002 in Japan und Südkorea mit Kroatien (zwei Einsätze)